# Kostjantyn Mazijewytsch

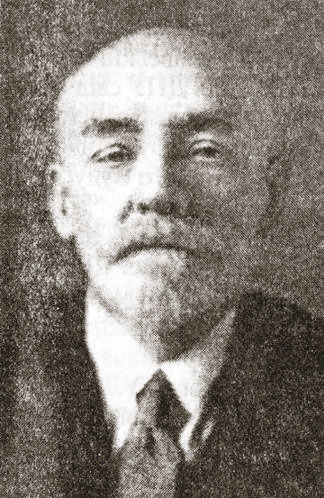
Kostjantyn Mazijewytsch

Kostjantyn Andrianowytsch Mazijewytsch (ukrainisch Костянтин Андріанович Мацієвич; * 6. Maijul. / 18. Mai 1873greg. in Deremesna, Gouvernement Kiew, Russisches Kaiserreich; † 2. April 1942 in Prag, Protektorat Böhmen und Mähren, Deutsches Reich) war ein ukrainischer Agrarwissenschaftler, Politiker und Diplomat. Er war von Februar bis April 1919 Außenminister der Ukrainischen Volksrepublik.

## Leben
Kostjantyn Mazijewytsch kam als Sohn einer Priesterfamilie in der heutigen ukrainischen Oblast Kiew zur Welt.
1899 schloss er sein Studium am Landwirtschaftlichen Institut in Nowa Aleksandria ab, wo er bereits Führer der ukrainischen Studentenschaft war.
Im Anschluss an sein Studium arbeitete er bei landwirtschaftlichen Organisationen sowie als Lehrer. Von 1917 an war er Parteimitglied der Ukrainischen Radikaldemokratischen Partei (UPSF) und Abgeordneter der Zentralna Rada sowie Angehöriger des Kleinen Rates. 1918 gehörte er zur ukrainischen Delegation bei den Friedensverhandlungen mit Sowjetrussland und leitete 1918/1919 die Gespräche mit der Entente.
Vom 13. Februar bis zum 9. April 1919 war er Minister für auswärtige Angelegenheiten der Ukrainischen Volksrepublik in der Regierung von Serhij Ostapenko, und zwischen 1919 und 1923 war er Botschafter der Ukrainischen Volksrepublik in Rumänien. 1923 emigrierte er in die Erste Tschechoslowakische Republik und war dort Professor an der ukrainischen Wirtschaftsakademie in Poděbrady. Seit 1936 war er in Prag Vorsitzender des ukrainischen Wissenschaftsverbandes und des Ukrainischen diplomatischen Klubs.
Er schrieb unter anderem 1917 Die wichtigsten Grundsätze der Bodenreform in der Ukraine, 1931 Die Agrarpolitik der UdSSR im Lichte der gegenwärtigen Krise sowie seine Memoiren Das Leben meiner Zeitgenossen.